# 1993 UC
(7888) 1993 UC är en Jordnära Apollo-asteroid som upptäcktes 20 oktober 1993 av den australiensiske astronomen Robert H. McNaught vid Siding Spring-observatoriet.

## Måne?
I mars 2013 rapporterade B. D. Warner och D. P. Pray att man med hjälp av radarobservationer hade upptäckt en måne till 1993 UC. Väldigt lite är hittills känt om denna måne.